# Старий Збрахлін
Старий Збрахлін (пол. Stary Zbrachlin) — село в Польщі, у гміні Ваґанець Александровського повіту Куявсько-Поморського воєводства.
Населення — 72 особи (2011).
У 1975-1998 роках село належало до Влоцлавського воєводства.

## Демографія
Демографічна структура станом на 31 березня 2011 року:
|          | Загалом | Допрацездатний вік | Працездатний вік | Постпрацездатний вік |
| -------- | ------- | ------------------ | ---------------- | -------------------- |
| Чоловіки | 33      | 10                 | 20               | 3                    |
| Жінки    | 39      | 9                  | 21               | 9                    |
| Разом    | 72      | 19                 | 41               | 12                   |